# 王若水
王若水（1926年10月25日—2002年1月9日），曾經使用笔名王澈，理论研究学者，曾經擔任《人民日报》副总编辑。

## 生平
王若水1926年出生于上海，1948年北京大学哲学系毕业，11月开始工作。1949年王若水在北京市委政策研究室工作，1950年底调人民日报社，
1954年11月，《人民日报》时任总编邓拓下令让王若水撰写批判胡适的文章，王用一天时间写成《清除胡适的反动哲学遗毒》，这篇文章及之后的几篇文章得到毛泽东的赞赏。1957年4月，王撰写的社论《大胆放手，贯彻“百花齐放，百家争鸣”的方针》再次得到毛泽东的肯定。因此在文革前期，得到毛泽东支持的王若水曾是人民日报社中一派人的领袖。
1971年九一三事件后，毛泽东委托周恩来管理《人民日报》。1972年8月1日，周恩来下令撰写批评极左思潮和林彪的文章，但张春桥、姚文元反对。王若水在1972年10月14日在人民日报理论版占用整版篇幅发布三篇批无政府主义和极左思潮的文章，受到张春桥、姚文元批评。王若水写信给毛泽东告状，但因為张春桥等人的意见，其實就是毛泽东的意见，结果王若水被撤职批判，發往大兴县红星人民公社劳改。
1976年文革结束，王若水回到报社，第二年被任命为《人民日报》的副总编辑，分管理论、文艺、社论内容。当时人民日报社社长是胡绩伟。他是早期否定文化大革命的人群的一员，他认为文化大革命“是用错误的方法对错误的对象进行的一场错误的革命”。
1983年3月16日，周扬的有关人道主义和异化问题的文章，在纪念马克思逝世一百周年学术报告会上题为《关于马克思主义的几个理论问题的探讨》的演讲稿在人民日报发表，当天中宣部长邓力群批评王若水不应该发表文章。3月26日中宣部会议上，邓力群宣读报告，要求将王若水调出《人民日报》。1983年10月12日，邓力群在中共第十二届中央委员会第二次全体会议的讨论会中再次批评王若水。会后，由胡乔木与邓力群主导的清除精神污染运动开始。
1987年8月，因为支持八六学潮，对中国共产党提出大量反对意见，在“反对资产阶级自由化运动”中被中纪委勒令退出中国共产党，1988年离休。1989年和1993年，先后两次应哈佛大学费正清中心的邀请，赴美做访问学者。1994年又曾在美国加州大学柏克莱分校作访问学者。1998年下半年赴瑞典，任隆德大学东亚及东南亚研究中心访问教授。2002年在美国波士顿去世。

## 主要著作
- 《马克思主义的认识论是实践论》（天津人民出版社，天津，1964年第一版，1965年第二版）
- 《在哲学战线上》（人民出版社，北京，1980）
- 《为人道主义辩护》（生活读书新知三联书店，北京，1986年）
- 《智慧的痛苦》（香港三联书店，香港，1989年）
- 《胡耀邦下台的背景——人道主义在中国的命运》（明镜出版社，香港，1997年）
- 《新发现的毛泽东》（明报出版社，香港，2002年）

### 文章
- 《桌子的哲学——一次关于认识论的对话》（1963）
- 《谈谈异化问题》（1980）
- 《为人道主义辩护》（1983）
- 《关于反映论、主体性、人道主义的一些看法》（1988）
- 《关于马克思主义的人的哲学》（1986）
- 《我的马克思主义观》（1995）
- 《辩证法和毛泽东的斗争哲学》（1999）